# Hollow Man
Hollow Man è un singolo del gruppo musicale statunitense R.E.M., pubblicato il 2 giugno 2008 come secondo estratto dal quattordicesimo album in studio Accelerate.

## Video musicale
Il videoclip, diretto dallo studio di grafica CRUSH di Toronto, è stato pubblicato sul sito della band il 23 aprile 2008.

## Classifiche
| Classifica (2008)               | Posizione massima |
| ------------------------------- | ----------------- |
| Belgio (Fiandre)                | 61                |
| Stati Uniti (adult alternative) | 7                 |